# Csillagok háborúja
A Csillagok háborúja (Star Wars) George Lucas filmrendező által alkotott, a Lucasfilm által gyártott amerikai filmfranchise. A filmek cselekménye „réges-régen, egy messzi-messzi galaxisban…” élő szereplők történetét meséli el. Eredetileg 6 részből álló filmsorozat volt (a korábbi filmsorozat 9 részessé vált és Skywalker-saga névre hallgat), de a Csillagok háborúja: Klónok háborúja filmfranchise-zá alakította át.
Az első filmet 1977-ben mutatták be a mozikban Csillagok háborúja címmel (1981-ben Egy új remény-re változott a címe), a film gyorsan a popkultúra megkerülhetetlen klasszikusává vált, amely számos más filmre és tudományos-fantasztikus műre volt hatással. Az első filmet két sikeres folytatás követte, az 1980-ban bemutatott A Birodalom visszavág, illetve az 1983-as A Jedi visszatér, ez a három film alkotja az eredeti Star Wars trilógiát. Az eredeti trilógiát 1999 és 2005 között egy előzmény trilógia követte, amely megosztó reakciókat váltott ki mind a rajongókból, mind a kritikusokból. 2015-ben A Jedi visszatér eseményei után játszódó újabb trilógia vette kezdetét Az ébredő Erő című epizóddal. Az első nyolc film több Oscar-díj jelölést is kapott, ám díjat csak az első két film nyert. A filmek hatalmas sikernek bizonyultak, az összes bemutatott film együttvéve 8,5 milliárd dollár bevételt termelt a mozik kasszáinál, ezzel a Star Wars második legjövedelmezőbb filmsorozat a Marvel Cinematic Universe filmjei mögött. Eddig két antológia film készült el, ezek a Zsivány Egyes (2016) és a Solo: Egy Star Wars-történet (2018).
Napjainkra a filmeken kívül könyvek, televíziós sorozatok, számítógépes és videójátékok, vidámparki látnivalók, vidámparkok, képregények együttesen birtokolják a Star Wars nevet, ezzel is hozzájárulva a filmek világának fejlődéséhez, bővüléséhez. A filmsorozat birtokolja a legsikeresebb filmes merchandising Guinness-rekordját. 2015-ben a Star Wars márka értékét 42 milliárd dollárra becsülték.

## Áttekintés
„Ez a film nem a jövőről szól. A Star Wars egy fantasy, ami sokkal közelebb áll a Grimm fivérekhez, mint a 2001: Űrodüsszeiához.”

– George Lucas, 60%

A Csillagok háborúja (angolul: Star Wars) alaptörténetét kilenc mozifilm meséli el.  Egy sor más film, animációs film, animációs sorozat, élőszereplős sorozat, könyv, képregény és videójáték mutatja be bővebben az eredeti filmek által létrehozott kitalált világot.
A filmek és a könyvek idegen világokban játszódnak, a fontosabb szereplők egy része – a mellékszereplőknek pedig nagy része – nem ember, hanem idegen fajokba tartozik – vagy éppenséggel droid –, a cselekmény mégis emberi jellegű. A történetben keverednek a racionális alapokon álló sci-fi elemek (forradalmi küzdelem egy elnyomó rendszer ellen, űrhajók, idegen bolygók és lények, a haditechnikai eszközök kiemelt szerepe), valamint a meseszerű, illetve mitikus vonások (emberfeletti hatalommal bíró harcos-tanító rendek, akik a világot összetartó, misztikus jellegű „Erőt” használják; a Jó és a Gonosz örök küzdelme, az egyéni ellenállás lehetősége a kísértő Gonosz ellen, a Legkisebb Fiú győzelme).
Számos kritikus – és a történet szerzőjének – véleménye szerint a sci-fi külsőségek ellenére a Csillagok háborúja valójában közelebb áll a fantasy, valamint a kalandfilm műfajához. Ettől nem függetlenül a filmsorozat sok vonatkozásban hasonlít a mítoszokhoz. George Lucas szerint az volt a szándéka, hogy egy modern mítoszt hozzon létre: nem a tudományos problémák és a Föld vagy az emberiség jövője izgatta, amikor a készítésbe fogott, hanem történeteket, kalandokat akart mesélni, olyasfajtákat, amikért fiatal korában maga is rajongott: westernek, kalandfilmek és kalandregények, képregények és a Flash Gordon című ponyva-sci-fi tévésorozat.

„Elhatároztam, hogy csinálok egy filmet a gyerekeknek. Ma a kalózfilmek, a westernek, a tündérmesék kimentek a divatból. Én rehabilitálni akartam azt a fantasztikus műfajt, amit a mai fiatalok nem ismernek, de melytől a náluk idősebb nemzedékek el voltak ragadtatva… Célom az volt, hogy olyan mesét alkossak, amiben sok a fantázia, de kevés a tudomány.”

– George Lucas

A „korszellemtől”, amelyben Lucas felnőtt, ez egyáltalán nem volt idegen: a hatvanas-hetvenes évektől kezdve megfigyelhető a természettudományos optimizmus hanyatlása, sőt a tudományellenesség (ez számos okra vezethető vissza, a legnyilvánvalóbb, de közel sem biztosan az egyetlen a hidegháborús korszak légköre, amelyben az emberiség két egymástól rettegve élő frakcióra oszolva a csúcstechnológiás atomfegyverek árnyékában élte életét, amelyek egyszerre garantálták a kétes békét a kölcsönös elrettentés jegyében, illetve a totális világpusztulást, ha az előbbi véletlenül mégse működne). A Csillagok háborújával Lucas nemcsak kilúgozta a sci-fi műfajból egyik lényegét, a természettudományok iránti érdeklődést, de tovább is ment: a legelsőként elkészített filmben, amit később Új reménynek címeztek, a gonosz birodalma által elkészített bolygópusztító szuperfegyver, a Halálcsillag képviseli a tudományos-technológiai fejlődés csúcsát, amelytől még a film leggonoszabb szereplője, Darth Vader is undorodik.

A Csillagok háborúja egyik legismertebb szereplője, Darth Vader alakja az A Birodalom visszavág című részből

Ilyesfajta elemekből építkezve dolgozta ki saját „űroperáját”. A filmsorozat szereplői, a helyszínek elnevezései és egyes épületek, tárgyak ennek megfelelően számtalan utalást tartalmaznak az emberiség történelmére, nagy alakjaira, filmjeire, mítoszaira. A filmszéria mítoszi oldalának kidolgozásakor nagy hatással volt rá Joseph Campbell amerikai író-vallástörténész (Lucas eljárt élőben tartott előadásaira is, csak hogy személyesen találkozhasson vele), aki a különféle világvallások mögött egy egységes ősmítoszt tételezett fel. Lucas elhatározta, hogy filmjét részben ezekre az ősi mítoszokra építi, melyekből azokat az elemeket veszi át, amelyek feltehetően kultúra- és személyfüggetlenek, amelyek minden ember számára mondanak valamit, kortól, nemtől, kultúrától függetlenül. A félkész történettervet többször is elvitte Campbellnek, és kikérte a véleményét. A konzultációk nyomán Campbell egyszer félig tréfásan „a legjobb tanítványának” nevezte Lucast.
A Csillagok háborúja – már a neve is sugallja – egy afféle legenda, stílusa egy modern kori ősi mese, egy amerikai mítosz létrehozását célozza meg. A történet a valóságtól elrugaszkodott környezet ellenére nagyon is valós, az ember örök harcáról, alapvetően a jóról és a rosszról szól. Ezek miatt a Csillagok háborúja leginkább külsőségeiben tekinthető sci-finek; igazából sokkal inkább hasonlítható a fantasy alkotásokhoz (mint amilyen például A Gyűrűk Ura); ugyanis csupán inkább a valósághoz képest jövőnek tűnő mitikus környezetben játszódik, ahol a különleges, távoli földrészek helyét bolygórendszerek veszik át. Egyik alkotásban sem játszik fontos szerepet a fizikai valóság határainak betartása, legyen szó varázslatról, az Erő használatáról, vagy olyan eszközökről, mint a fénykard. Fő problémája – Lucas saját meghatározása szerint – is a jó és rossz általános küzdelme, mint a mesékben és a fantasyban; nem pedig az emberiség jövője, vagy valamilyen tudományos probléma középpontba helyezése. A sci-fi elemeket felhasználó fantasy altípust science fantasy-nak nevezzük és ma már a Star Wars-t is ebbe a kategóriába soroljuk.
Sok Csillagok háborúja-rajongó a filmeket gyerekként látta, és az akkor forradalminak számító különleges effektusok, a filmek fantáziadús képi világa és cselekményvezetése mély nyomot hagytak bennük. A filmek számos eleme – így például R2-D2 vagy Csubakka alakja, a fénykard, vagy „Az Erő legyen velünk!” kifejezés, vagy a Darth Vader légzőrostélya által kiadott zaj – vált kultikus emblémává, nem csak az Egyesült Államokban, hanem világszerte, így a magyar közönség számára is.

## Elhelyezés térben és időben
Minden film és általában minden, a franchisehoz kapcsolódó mű elején megjelenik a következő sor: „Réges régen, egy messzi-messzi galaxisban…” (eredeti angol nyelven: „A long time ago in a galaxy far, far away….”) és ez az egyetlen sor, amely a valós világgal kapcsolatban elhangzik (nyilvánvaló itt az utalás a mesékre: „Réges régen, az óperenciás tengeren is túl…”). A megfogalmazás  a mű „időtlenségére” is utal, univerzitására – örökérvényűségére, ahogyan az ősi mítoszoknak is mindig megvan a mai értelmezési lehetősége.
A szerteágazó művekben (film, képregény, videójáték) az „időtlenség” ellenére találhatók különböző utalások a földi idővonallal kapcsolatban, ami alapján megpróbálják kiszámolni a cselekmények időszámításunk szerinti idejét. A LucasArts egyik híres programja, a Behind the Magic a yavini csata előtti 5 milliárd évre teszi a Csillagok háborúja Galaxis keletkezését.[forrás?] Egy elemzés szerint viszont a Galaxis – feltételezve, hogy ugyanabban és nem egy párhuzamos univerzumban vagyunk – nem lehet idősebb 4,7 milliárd évesnél, figyelembe véve a galaxisok, és élőlények fejlődését a tudomány mai állása szerint. A Star Wars Timetales a sorozat történéseit a mi korunktól mintegy 10 000 évvel későbbre teszi.[forrás?] Más utalások alapján, vannak akik a yavini csata idejét i. e. 1804-re teszik.

## Filmek és sorozatok

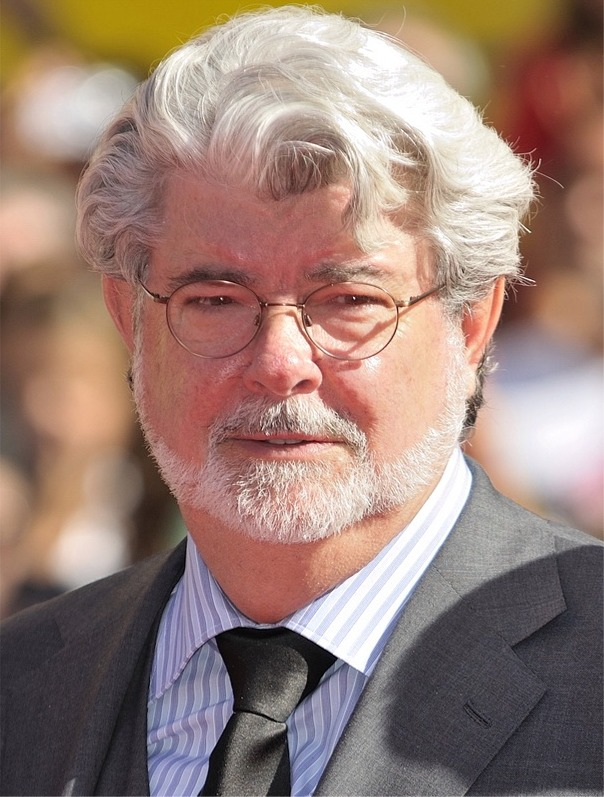
George Lucas, a Csillagok háborújának atyja

A filmsorozat kezdődarabját, a Csillagok háborúját 1977. május 25-én mutatták be, majd ezt követően elkészült két folytatása, A Birodalom visszavág (1980. május 21.), majd A Jedi visszatér (1983. május 25.) is.
Az első rész bemutatásának huszadik évfordulójára 1997-ben a IV.–VI. epizódokat újra megjelentették (először a mozikban, utána VHS kazettán), Special Editions címen. Ekkor ugyanis a technika már lehetővé tette olyan speciális effektusok alkalmazását is, amelyek a filmek forgatásának idején még nem voltak lehetségesek. A film feljavításán kívül George Lucas néhány effektust digitálisan újra feldolgozott (digitális Jabba és egy kicsiny, de fontos javítás a Han Solo és Greedo közti harcot bemutató filmrészletben). Ezenkívül 2004. szeptember 21-én ismét megjelent az eredeti trilógiának egy újabb kiadása, amelyben szintén találhatunk néhány változtatást. A legjelentősebb és legvitatottabb változtatás az volt, amikor a Csillagok háborúja VI: A jedi visszatér című rész utolsó jelenetében Lucas lecserélte az Anakin Skywalkert játszó Sebastian Shaw alakját Hayden Christensenére.
1999-ben került mozikba a rajongók által várva-várt epizód a Star Wars I. rész – Baljós árnyak, mely az eredeti trilógia cselekménye előtt 32 évvel játszódik. Ezt követte további két folytatás, a Star Wars II. rész – A klónok támadása (2002) és a Star Wars III. rész – A Sith-ek bosszúja (2005).
2011-ben megjelent a hat film bluray kiadása, amely szintén tartalmazott kisebb módosításokat, a klasszikus és az előzménytrilógiában egyaránt (utóbbiban például az I. rész Yoda-bábfiguráját számítógépes grafikára cserélték).
2012-ben a Disney felvásárolta a Lucasfilmet, amely a sorozat jogaival rendelkezett, majd 2013 májusában Kathleen Kennedy, a Lucasfilm elnöke bejelentette, hogy a következő Star Wars-filmet – a sorozat hetedik részét, Az ébredő Erőt – 2014-ben kezdik forgatni J. J. Abrams irányításával (a VII. rész forgatókönyvét a rendező Lawrence Kasdan, valamint Michael Arndt írta), a filmet 2015 decemberében mutattak be a mozikban. A folytatás trilógia második részét a Rian Johnson által írt és rendezett Az utolsó Jediket 2017 decemberében mutatták be a mozik. A trilógia befejező epizódját, a Skywalker kora című filmet J. J. Abrams rendezte, 2019 decemberében került a mozikba.
A folytatás trilógiával egy időben a Lucasfilm bejelentette, hogy Az ébredő Erő bemutatása után évente olyan új filmek kerülnének a mozikba, melyek már nem a Skywalker-sorozat folytatásai lennének, hanem a Star Wars-univerzum egy-egy hősének története kerülne a filmek középpontjába. Az első ilyen önálló film a 2016 decemberében bemutatott Zsivány Egyes volt, amely a III. és a IV. epizód között játszódik. Ezt követte 2018 májusában a Ron Howard által rendezett Solo, amely Han Solo fiatalkorát mutatja be.

### Skywalker Saga filmek
| Film                            | Eredeti bemutató   | Rendező          | Forgatókönyvíró(k)                              | Történet                                                              | Producer(ek)                                      |                  |
| Eredeti trilógia                | Eredeti trilógia   | Eredeti trilógia | Eredeti trilógia                                | Eredeti trilógia                                                      | Eredeti trilógia                                  | Eredeti trilógia |
| ------------------------------- | ------------------ | ---------------- | ----------------------------------------------- | --------------------------------------------------------------------- | ------------------------------------------------- | ---------------- |
| IV. rész – Egy új remény        | 1977. május 25.    | George Lucas     | George Lucas                                    | George Lucas                                                          | Gary Kurtz                                        |                  |
| V. rész – A Birodalom visszavág | 1980. május 21.    | Irvin Kershner   | Leigh Brackett & Lawrence Kasdan                | George Lucas                                                          | Gary Kurtz                                        |                  |
| VI. rész – A Jedi visszatér     | 1983. május 25.    | Richard Marquand | Lawrence Kasdan & George Lucas                  | George Lucas                                                          | Howard Kazanjian                                  |                  |
| Előzmény trilógia               |                    |                  |                                                 |                                                                       |                                                   |                  |
| I. rész – Baljós árnyak         | 1999. május 19.    | George Lucas     | George Lucas                                    | George Lucas                                                          | Rick McCallum                                     |                  |
| II. rész – A klónok támadása    | 2002. május 16.    | George Lucas     | George Lucas & Jonathan Hales                   | George Lucas                                                          | Rick McCallum                                     |                  |
| III. rész – A Sith-ek bosszúja  | 2005. május 19.    | George Lucas     | George Lucas                                    | George Lucas                                                          | Rick McCallum                                     |                  |
| Folytatás trilógia              |                    |                  |                                                 |                                                                       |                                                   |                  |
| VII. rész – Az ébredő Erő       | 2015. december 18. | J. J. Abrams     | Lawrence Kasdan & J. J. Abrams és Michael Arndt | Lawrence Kasdan & J. J. Abrams és Michael Arndt                       | Kathleen Kennedy, J. J. Abrams és Bryan Burk      |                  |
| VIII. rész – Az utolsó Jedik    | 2017. december 15. | Rian Johnson     | Rian Johnson                                    | Rian Johnson                                                          | Kathleen Kennedy és Ram Bergman                   |                  |
| IX. rész – Skywalker kora       | 2019. december 20. | J. J. Abrams     | Chris Terrio & J. J. Abrams                     | Colin Trevorrow & Derek Conolly, valamint Chris Terrio & J. J. Abrams | Kathleen Kennedy, J. J. Abrams és Michelle Rejwan |                  |

### Antológia filmek
| Film              | Időbeli elhelyezés                              | Eredeti bemutató    | Rendező        | Forgatókönyvíró(k)                            | Történet                                      | Producer(ek)                                        |
| ----------------- | ----------------------------------------------- | ------------------- | -------------- | --------------------------------------------- | --------------------------------------------- | --------------------------------------------------- |
| A klónok háborúja | A klónok támadása és A Sith-ek bosszúja között. | 2008. augusztus 15. | Dave Filoni    | Henry Gilroy, Steven Melching és Scott Murphy | Henry Gilroy, Steven Melching és Scott Murphy | Catherine Winder                                    |
| Zsivány Egyes     | Az Egy új remény eseményei előtt.               | 2016. december 16.  | Gareth Edwards | Chris Weitz & Tony Gilroy                     | John Knoll & Gary Whitta                      | Kathleen Kennedy, Allison Shearmur és Simon Emanuel |
| Solo              | A Sith-ek bosszúja és az Egy új remény között.  | 2018. május 25.     | Ron Howard     | Jonathan Kasdan & Lawrence Kasdan             | Jonathan Kasdan & Lawrence Kasdan             | Kathleen Kennedy, Allison Shearmur és Simon Emanuel |

### Hamarosan megjelenő filmek
| Film                            | Időbeli elhelyezés                            | Eredeti bemutató | Rendező               | Forgatókönyvíró(k)              | Történet                        | Producer(ek)                                 | Státusz    |
| ------------------------------- | --------------------------------------------- | ---------------- | --------------------- | ------------------------------- | ------------------------------- | -------------------------------------------- | ---------- |
| The Mandalorian & Grogu         | A Mandalóri 3. évadának eseményei után.       | 2026. május 22.  | Jon Favreau           | Jon Favreau és Dave Filoni      | Jon Favreau és Dave Filoni      | Jon Favreau, Kathleen Kennedy és Dave Filoni | Utómunka   |
| Starfighter                     | 5-6 évvel a Skywalker kora eseményei után.    | 2027. május 28.  | Shawn Levy            | Jonathan Tropper                | Jonathan Tropper                | Kathleen Kennedy és Shawn Levy               | Előgyártás |
| Névtelen Star Wars film         | 15 évvel a Skywalker kora eseményei után.     | TBA              | Sharmeen Obaid-Chinoy | George Nolfi                    | George Nolfi                    | Kathleen Kennedy                             | Előgyártás |
| Névtelen Star Wars film         | A Jedi visszatér és az Az ébredő Erő között.  | TBA              | Dave Filoni           | Dave Filoni                     | Dave Filoni                     | Kathleen Kennedy és Jon Favreau              | Fejlesztés |
| Névtelen Star Wars film         | 25000 évvel a Skywalker Saga eseményei előtt. | TBA              | James Mangold         | James Mangold és Beau Willimon  | James Mangold és Beau Willimon  | Kathleen Kennedy                             | Fejlesztés |
| Névtelen Star Wars film         | TBA                                           | TBA              | Taika Waititi         | Taika Waititi                   | Taika Waititi                   | Kathleen Kennedy                             | Fejlesztés |
| Lando                           | TBA                                           | TBA              | TBA                   | Donald Glover és Stephen Glover | Donald Glover és Stephen Glover | Kathleen Kennedy                             | Fejlesztés |
| Rogue Squadron                  | TBA                                           | TBA              | Patty Jenkins         | Patty Jenkins                   | Patty Jenkins                   | Kathleen Kennedy                             | Fejlesztés |
| Névtelen Rian Johnson trilógia  |                                               |                  |                       |                                 |                                 | Kathleen Kennedy                             | Fejlesztés |
| Névtelen 1. rész                | TBA                                           | TBA              | Rian Johnson          | Rian Johnson                    | TBA                             | Ram Bergman és Kathleen Kennedy              | Fejlesztés |
| Névtelen 2. rész                | TBA                                           | TBA              | Rian Johnson          | Rian Johnson                    | TBA                             | Ram Bergman és Kathleen Kennedy              | Fejlesztés |
| Névtelen 3. rész                | TBA                                           | TBA              | Rian Johnson          | Rian Johnson                    | TBA                             | Ram Bergman és Kathleen Kennedy              | Fejlesztés |
| Névtelen Simon Kinberg trilógia |                                               |                  |                       |                                 |                                 |                                              |            |
| Névtelen X. rész                | A Skywalker Saga eseményei után.              | TBA              | TBA                   | Simon Kinberg                   | TBA                             | Kathleen Kennedy és Simon Kinberg            | Fejlesztés |
| Névtelen XI. rész               | A Skywalker Saga eseményei után.              | TBA              | TBA                   | Simon Kinberg                   | TBA                             | Kathleen Kennedy és Simon Kinberg            | Fejlesztés |
| Névtelen XII. rész              | A Skywalker Saga eseményei után.              | TBA              | TBA                   | Simon Kinberg                   | TBA                             | Kathleen Kennedy és Simon Kinberg            | Fejlesztés |

#### A filmek kritikusi és nézői értékelése
| Film                  | Rotten Tomatoes   | Metacritic      | CinemaScore |
| --------------------- | ----------------- | --------------- | ----------- |
| Csillagok háborúja    | 94% (206 kritika) | 90 (24 kritika) |             |
| A Birodalom visszavág | 93% (174 kritika) | 82 (25 kritika) |             |
| A Jedi visszatér      | 83% (169 kritika) | 58 (24 kritika) |             |
| Baljós árnyak         | 54% (289 kritika) | 51 (36 kritika) | A−          |
| A klónok támadása     | 61% (319 kritika) | 54 (39 kritika) | A−          |
| A Sith-ek bosszúja    | 79% (333 kritika) | 68 (40 kritika) | A−          |
| A klónok háborúja     | 18% (171 kritika) | 35 (30 kritika) | B−          |
| Az ébredő Erő         | 93% (450 kritika) | 80 (55 kritika) | A           |
| Zsivány Egyes         | 84% (459 kritika) | 65 (51 kritika) | A           |
| Az utolsó Jedik       | 91% (482 kritika) | 84 (56 kritika) | A           |
| Solo                  | 69% (481 kritika) | 62 (54 kritika) | A–          |
| Skywalker kora        | 51% (522 kritika) | 53 (61 kritika) | B+          |

### Animációs sorozatok
| Cím                    | Időbeli elhelyezés                                   | Megnevezés                                      | Típus                                | Gyártó ország             | Sugárzás  |
| ---------------------- | ---------------------------------------------------- | ----------------------------------------------- | ------------------------------------ | ------------------------- | --------- |
| Ewokok                 | A Jedi visszatér után                                | Legendák                                        | Rajzfilmsorozat                      | Amerikai Egyesült Államok | 1985–1986 |
| Droidok                | A Sith-ek bosszúja és az Egy új remény között        | Legendák                                        | Rajzfilmsorozat                      | Amerikai Egyesült Államok | 1985–1986 |
| Klónok háborúja        | A klónok támadása és A Sith-ek bosszúja között       | Legendák                                        | 2D-s animációs sorozat               | Amerikai Egyesült Államok | 2003–2005 |
| A klónok háborúja      | A klónok támadása és A Sith-ek bosszúja között       | Legendák és Kánon (1-5. évad) Kánon (6-7. évad) | 3D-s animációs sorozat               | Amerikai Egyesült Államok | 2008–2020 |
| Lázadók                | A Sith-ek bosszúja és az Egy új remény között        | Kánon                                           | 3D-s animációs sorozat               | Amerikai Egyesült Államok | 2016–2017 |
| A sors erői            | Nincs, antológia sorozat.                            | Kánon                                           | 2D-s animációs sorozat               | Amerikai Egyesült Államok | 2017–2018 |
| Ellenállás             | A Jedi visszatér és a Skywalker kora között          | Kánon                                           | 3D-s animációs sorozat               | Amerikai Egyesült Államok | 2018–2020 |
| A Rossz Osztag         | A Sith-ek bosszúja és az Egy új remény között        | Kánon                                           | 3D-s animációs sorozat               | Amerikai Egyesült Államok | 2021–2024 |
| Látomások              | Nincs, antológia sorozat                             | Nem kánon                                       | Anime és animációs antológia sorozat | Amerikai Egyesült Államok | 2021–     |
| Históriák              | Bizonyos filmek és sorozatok eseményei elött és után | Kánon                                           | 3D-s animációs sorozat               | Amerikai Egyesült Államok | 2022–     |
| Fiatal Jedik kalandjai | A Baljós árnyak előtt                                | Kánon                                           | 3D-s animációs sorozat               | Amerikai Egyesült Államok | 2023–     |
| Maul - Shadow Lord     | A klónok háborúja eseményei után                     | Kánon                                           | 3D-s animációs sorozat               | Amerikai Egyesült Államok | 2026      |
| Látomások bemutatja    | A kilencedik jedi és a Child of Hope eseményei után  | Nem kánon                                       | Anime antológia sorozat              | Amerikai Egyesült Államok | 2026      |

### Élőszereplős sorozatok
| Cím              | Időbeli elhelyezés                             | Készítő(k)                    | Epizódok száma | Platform | Sugárzás                               |
| ---------------- | ---------------------------------------------- | ----------------------------- | -------------- | -------- | -------------------------------------- |
| A Mandalóri      | 5 évvel A Jedi visszatér után.                 | Jon Favreau                   | 24             | Disney+  | 2019. november 12. – 2023. április 19. |
| Boba Fett könyve | A Mandalóri 2. és 3. évada között.             | Jon Favreau                   | 7              | Disney+  | 2021. december 29. – 2022. február 9.  |
| Obi-Wan Kenobi   | A Sith-ek bosszúja és az Egy új remény között. | Joby Harold                   | 6              | Disney+  | 2022. május 27. – 2022. június 22.     |
| Andor            | 5 évvel a Zsivány Egyes eseményei előtt.       | Tony Gilroy                   | 24             | Disney+  | 2022. szeptember 21. - 2025. május 13. |
| Ahsoka           | A Mandalóri 2. évadának eseményei után.        | Dave Filoni                   | 8              | Disney+  | 2023. augusztus 22. -                  |
| Az akolitus      | 100 évvel a Baljós árnyak eseményei előtt.     | Leslie Headland               | 8              | Disney+  | 2024. június 4. – 2024. július 16.     |
| Kóbor alakulat   | 5-6 évvel A Jedi visszatér után.               | Jon Watts és Christopher Ford | 8              | Disney+  | 2024. december 3. - 2025. január 14.   |

### LEGO Animációs filmek
| Cím                 | Időbeli elhelyezés                               | Megnevezés | Típus          | Gyártó ország             | Eredeti bemutató     |
| ------------------- | ------------------------------------------------ | ---------- | -------------- | ------------------------- | -------------------- |
| Padavan bajkeverők  | A klónok támadása és A Sith-ek bosszúja között   | Nem kánon  | Animációs film | Amerikai Egyesült Államok | 2011. július 22.     |
| A Birodalom hazavág | Az Egy új remény és A Birodalom visszavág között | Nem kánon  | Animációs film | Amerikai Egyesült Államok | 2012. szeptember 26. |
| Ünnepi különkiadás  | A Skywalker kora után                            | Nem kánon  | Animációs film | Amerikai Egyesült Államok | 2020. november 17.   |
| Rémisztő mesék      | A Skywalker kora után                            | Nem kánon  | Animációs film | Amerikai Egyesült Államok | 2021. október 1.     |
| Nyári vakáció       | A Skywalker kora után                            | Nem kánon  | Animációs film | Amerikai Egyesült Államok | 2022. augusztus 5.   |

### LEGO Animációs sorozatok
| Cím                          | Időbeli elhelyezés                                                                                    | Tipus                  | Gyártó ország             | Sugárzás  |
| ---------------------------- | --- | ---------------------- | ------------------------- | --------- |
| Yoda krónikái                | A klónok támadása és A Sith-ek bosszúja között, később az Egy új remény és Birodalom visszavág között | 3D-s animációs sorozat | Amerikai Egyesült Államok | 2013–2014 |
| Droid mesék                  | A Jedi visszatér után                                                                                 | 3D-s animációs sorozat | Amerikai Egyesült Államok | 2015      |
| Az ellenállás hajnala        | Az ébredő Erő előtt                                                                                   | 3D-s animációs sorozat | Amerikai Egyesült Államok | 2016      |
| A Freemaker család kalandjai | A Birodalom visszavág és A Jedi visszatér között                                                      | 3D-s animációs sorozat | Amerikai Egyesült Államok | 2016–2017 |
| All Stars                    | A Solo, Az ébredő Erő és Az utolsó Jedik eseményei alatt                                              | 3D-s animációs sorozat | Amerikai Egyesült Államok | 2018      |
| Rebuild the Galaxy           | | 3D-s animációs sorozat | Amerikai Egyesült Államok | 2024      |

### Kukázott sorozatok
- Star Wars: Underworld
- Star Wars: Detours
- Rangers of the New Republic

### Mellékfilmek
| Cím                       | Időbeli elhelyezés    | Eredeti bemutató   | Rendező          | Forgatókönyvíró(k)                                                  | Vezető producer(ek)         | Producerek                                         |
| ------------------------- | --------------------- | ------------------ | ---------------- | ------------------------------------------------------------------- | --------------------------- | -------------------------------------------------- |
| Star Wars Holiday Special | Az Egy új remény után | 1978. november 17. | Steve Binder     | Pat Proft, Leonard Ripps, Bruce Vilanch, Rod Warren és Mitzie Welch | Gary Smith és Dwight Hemion | Joe Layton, Jeff Starsh, Ken Welch és Mitzie Welch |
| A bátrak karavánja        | TBA                   | 1984. december 25. | John Korty       | Forgatókönyv: Bob Carrau Történet: George Lucas                     | George Lucas                | Thomas G. Smith és Patricia Rose Duignan           |
| Harc az Endor bolygón     | TBA                   | 1985. december 24. | Jim és Ken Wheat | Forgatókönyv: Jim és Ken Wheat Történet: George Lucas               | George Lucas                | Thomas G. Smith és Ian Bryce                       |

1978. november 17-én került bemutatásra a The Star Wars Holiday Special című kétórás TV-film, amit mindössze egyszer vetítettek Amerikában, Kanadában, Ausztráliában és Új-Zélandon, és azóta sem adták ki videón vagy DVD-n, bár az interneten hozzáférhető. A filmben Csubakka és Han Solo elutazik Csubakka bolygójára, a Kashyyykra, de útközben lázadókat kereső birodalmiak veszik őket üldözőbe. A Kashyyykon megismerhetjük Csubakka családját is, az apját, Attichitcukot, feleségét, Mallatobuckot és fiát, Lumpawarrumpot. George Lucas csak érintőlegesen vett részt a produkció elkészítésében, és nem is volt elégedett a végeredménnyel, összességében a rajongók is nagyon kedvezőtlenül értékelték, a benne található, Boba Fett alakjára koncentráló rajzfilmbetétet kivéve. Ha maga a történet nem is, a történet egyes szereplői (pl. Csubakka családtagjai) kanonikussá lettek, és megjelentek a franchise-zá terebélyesedő sorozat későbbi regényeiben és számítógépes játékaiban, illetve Boba Fett „bennmaradt” a Birodalom visszavágban.
1984. november 25-én jelent meg The Ewok Adventure: Caravan of Courage (Ewok-kaland: Bátrak karavánja). A film az Endor bolygón játszódik. A filmvásznon viszontláthatjuk az Endor kedves, szőrös lakóit, a mackószerű ewokokat.
1985. szeptember 7-én Ewoks and Droid Adventures Hour: ewokok és droidok kaland-órája rajzfilmsorozatot kezdte el az ABC televíziós társaság Amerikában.
1985. november 24-én a The Battle for Endor (magyarul Harc az Endor bolygón címmel) az előző epizód után egy évvel jelent meg, a Bátrak karavánja folytatásaként. Viszontláthatjuk a fürtös kislányt és az ewokokat. A történet meglehetősen Walt Disney-meseszerű, stílusa távol esik a klasszikus SW-filmektől. Egy primitív, gonosz ork-nép egy madárrá változó emberi varázslónő vezetésével kiirtja a kislány, Cindel Towani családját és elfogja az ewokokat. Wicket és a kislány egy helyi mizantróp remete, Noa Briqualon segítségével megpróbálják kiszabadítani őket.

## A filmekkel kapcsolatos magyar vonatkozások

### Magyar származású színészek és stábtagok
- Marton Csokas alakítja a II. és III. részben szereplő Kisebb Poggle-t . A színész apja révén magyar származású, emellett magyar állampolgár is.
- Tóth Gyula volt Adam Driver dublőre Az ébredő Erőben.
- Koncz Teréz produkciós koordinátor volt, Melich Gusztáv és Török Attila vizuális effektekért (ILM) volt felelős Az ébredő Erőben.
- Karádi Enikő jelmezkészítőként volt jelen a Zsivány Egyes: Egy Star Wars-történetben.
- Nemes Zoé, magyar modell feltűnik az Az utolsó Jedik Canto Bight-i jelenetében.
- George Zádor video assist operátor, Karádi Enikő jelmezkészítő volt Az utolsó Jedikben.
- Vajda Attila bújhatott a Solo: Egy Star Wars-történetben feltűnő vuki, Sagwa jelmezébe.
- George Zádor video assist operatorként, Karádi Enikő fő jelmezkészítőként, Farkas Kornél digital compositorként valamint Ágoston Gábor, az olaszországi forgatások unit managereként segítette a stáb munkáját a Solo: Egy Star Wars-történetben.

### Rajongói találkozók
Magyarországon 1979. augusztus 16-án (csütörtökön) mutatták be az első itthon is látható filmet, az Egy új reményt, Csillagok háborúja címen. Az ezredfordulót követően több különböző rajongói találkozó alkalmával Magyarországra is ellátogattak a Csillagok Háborúja különböző szereplői.
- David Prowse – 2003, Hungarocon
- Jeremy Bulloch – 2005, Átjáró Nap
- Kenneth Colley – 2004, Sci-fi Nap
- Michael Sheard – 2004, Sci-fi Nap
- Garrick Hagon – 2006, Átjáró Fesztivál
- Gerald Home – 2006, Átjáró Fesztivál

## A sorozat kulturális hatása

### Ösztönzés más franchise-ok számára
A Csillagok háborúja sikere adott – hol bevallott, hol egészen perre menő veszekedésig fajuló – mintát, bátorítást további klasszikus sci-fi univerzumok létrehozására, mint pl. a Star Trek (amely Lucas alkotása nélkül egy befejeződött tévésorozat maradt volna) vagy a Battlestar Galactica; James Cameron is az Új Remény hatása alatt hozta létre első B-filmjét Xenogenesis néven (1978), amely tartalmazza a későbbi Nyolcadik utas a Halál számos elemét.

### Paródiák
A Space Balls – Űrgolyhók (1987) című film a Csillagok háborúja sorozat legnagyobb szabású paródiája. Ez más alkotásokra nézve is tartalmazott kifigurázó jellegű utalásokat (mint például a Majmok bolygója, a Star Trek, vagy a Transformers című rajzfilmsorozat), de fő vonala Lucas alkotására épül. A Zűrhajó című német film (2004) együtt parodizálta a Star Wars-filmeket, a Star Treket, és Az ötödik elemet.
Három, kb. fél-fél órás részből áll az Adult Swim médiacég Robot Chicken c. bábfilm-szkeccs-sorozatának keretében készülő Csillagok háborúja-paródiája. Az amerikai popkultúra különböző jelenségeit (filmek, sorozatok, zenekarok stb.) parodizáló filmsorozat részei stop-motion animációs technikával mozgatott és filmezett, játék-akciófigurákra hasonlító bábok pár (másod)perces, összefüggéstelen gegjeiből állnak. Kizárólag a Star Wars-szal foglalkozó, „különkiadás” jellegű részt először 2007-ben készítettek, másodszor 2008-ban, 2010-ben pedig elkészült a 3. rész is. A Robot Chickenben a Csillagok háborúja több kiparodizált szereplője, valamint George Lucas is, saját hangját adta a báboknak.
A Family Guy című, Magyarországon is sugárzott humoros rajzfilmsorozat egy-egy (a TV-adásokban két részre bontott) epizóddal tisztelgett a klasszikus első SW filmek (A New Hope, The Empire Strikes Back és a "Return of the Jedi" ) előtt.
A Jay és Néma Bob visszavág – számtalan más film mellett több jelenetben (így a címben és a nyitóban is) parodisztikus utalásokat tesz a Csillagok háborújára, egy néhány perces jelenetben feltűnik benne Mark Hamill, és Carrie Fisher is.
Tekinthető Star Wars-paródiának is a 2009-es Fan Boys c. komédia is.
A Csillagok háborújára való utalások nélkül elképzelhetetlenek az Agymenők és a hasonló szituációs komédiák.